# Cocker américain
Pour les articles homonymes, voir Cocker spaniel.
Le cocker américain (en anglais : American Cocker Spaniel) est une race de chiens originaire des États-Unis. 
Selon la nomenclature FCI, il fait partie du Groupe 8 : Retrievers, chiens leveurs de gibier et chiens d'eau.

## Introduction

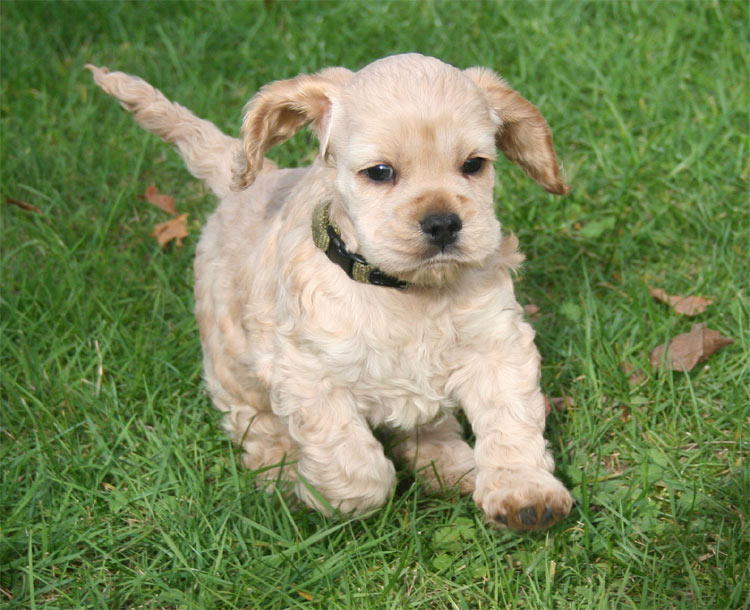
Chiot de sept semaines.

Le cocker américain est le plus petit du groupe des chiens pour amateurs de chasse et de pêche ; il est issu du cocker spaniel anglais. Le corps est robuste et compact. La tête, aux lignes pures, est finement ciselée. Le cocker américain doit présenter un ensemble parfaitement équilibré et une hauteur au garrot idéale. En station, il est bien relevé dans la région de l’épaule ; les membres antérieurs sont d’aplomb et la ligne du dessus descend légèrement vers l’arrière-main fort, musclé et modérément angulé. 
Originellement chien de chasse, il est aujourd'hui principalement un chien de compagnie apprécié par sa taille moyenne et surtout son caractère très joueur et ses expressions si caractéristiques. Sa longue fourrure en fait aussi un chien très apprécié pour les concours de beauté canins.
C’est un chien capable d’atteindre une vitesse considérable tout en ayant beaucoup d’endurance. Le chien harmonieux dans toutes ses parties est préférable au chien dont les qualités et les défauts forment un contraste frappant. Par-dessus tout, il doit être dégagé dans ses allures, gai, solide, bien équilibré dans toutes ses parties et peut être un excellent chien de travail et de sport. On le retrouve par exemple sur les terrains d'agility.
Le cocker américain est souvent confondu avec son cousin anglais, même s'il reste plus petit avec un museau moins long.

## Description
Selon les standards de la race,, :

### Taille
- Femelle : environ 35,5 cm, soit 14 pouces (± ½ pouce : de 36,83 cm à 39,37 cm)
- Mâle : environ 38 cm, soit 15 pouces (± ½ pouce : de 34,29 cm à 36,83 cm)

### Poids
- Femelle : environ 9-12 kg.
- Mâle : environ 10-15 kg.

### Couleur

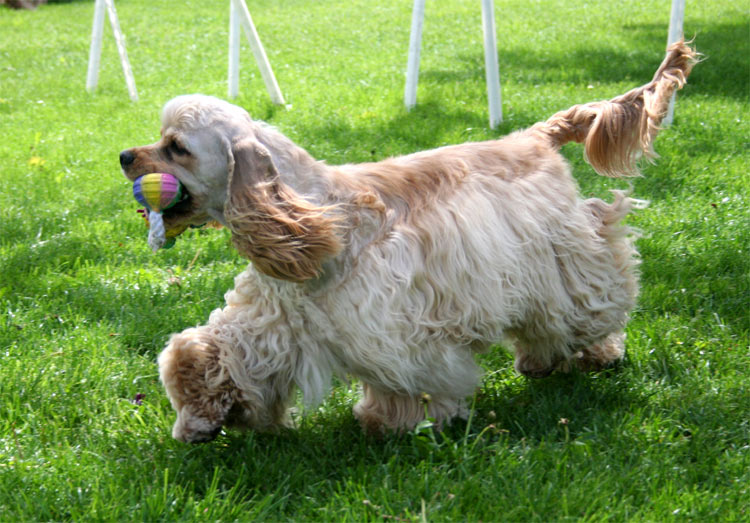
Le Cocker Américain, un chien très joueur.

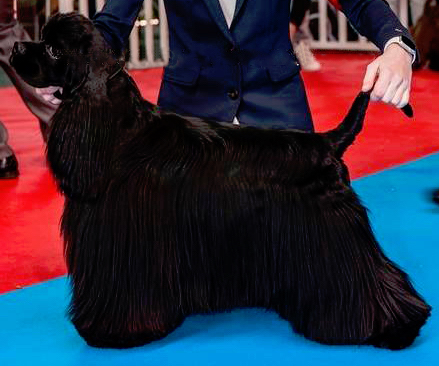
Cocker Américain noir.

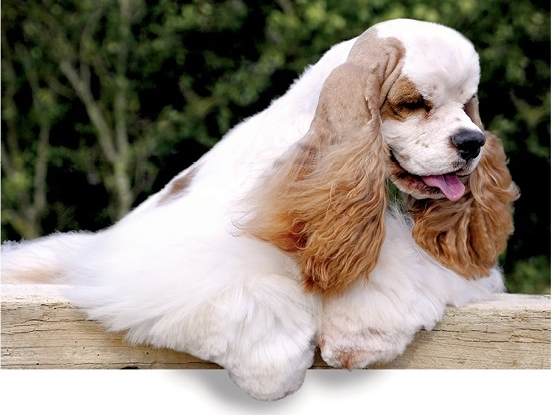
Cocker Américain pluricolore.

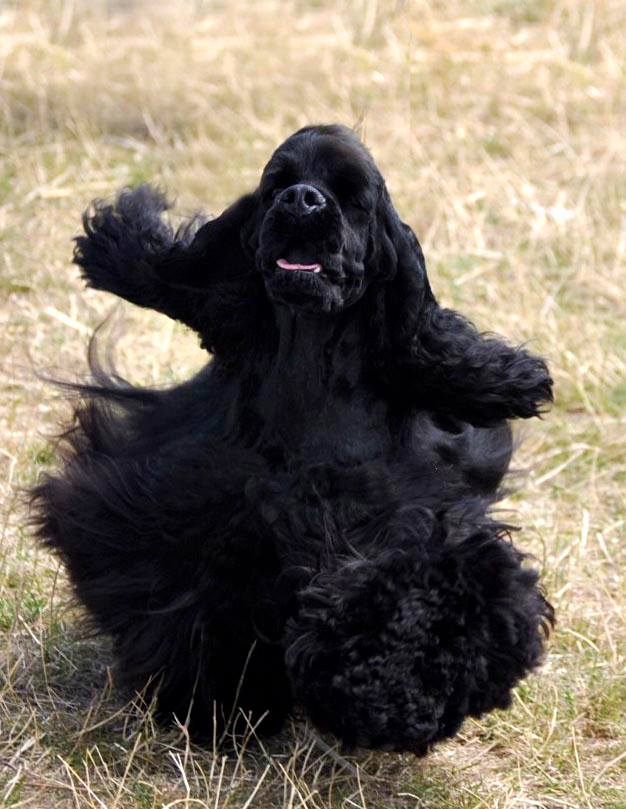
Cocker Américain femelle noir.

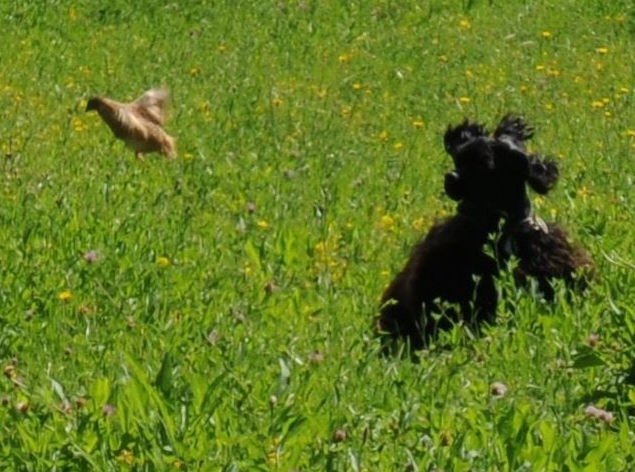
Cocker Américain débusquant une caille.

- Noir :  robe unicolore noire avec des extrémités feu possible. Le noir doit être de jais. Un peu de poils blancs sur la poitrine et sur la gorge sont possibles.

- Toutes autres couleurs unies autre que le noir : toute couleur unie autre que le noir, allant de la couleur crème la plus claire au rouge le plus sombre, y compris le marron et le marron avec extrémités feu. La couleur doit être d’un ton uniforme, mais on admettra des franges plus claires. On permettra un peu de blanc sur la poitrine et/ou à la gorge.

- Pluricolores : deux couleurs unies ou davantage, bien réparties, dont une est le blanc : noir et blanc, rouge et blanc (le rouge pouvant aller du crème le plus clair au rouge le plus foncé), marron et blanc, et rouan, y compris n’importe laquelle de ces combinaisons avec les extrémités feu. Il est préférable que les marques feu soient localisées selon le même patron que chez les noirs et les « toute couleur unie autre que le noir ». Les rouans sont classés avec les pluricolores et peuvent présenter n’importe lequel des patrons habituels du rouan. La couleur du fond de la robe ne doit pas couvrir plus de 90 %.

- Marques Feu :

La couleur feu peut aller du crème le plus clair au rouge le plus foncé et ne doit couvrir au plus que 10 % de la robe. Chez les noirs et les « toute couleur unie autre que le noir » qui portent des marques feu, celles-ci seront localisées selon le schéma suivant :
- - petite tache ronde (au-dessus des yeux par exemple) ;
  - sous la queue ;
  - marques sur les côtés du museau et sur les joues ;
  - éventuellement sur le poitrail ;
  - partie inférieure des oreilles ;
  - sur les quatre pattes.

### Queue

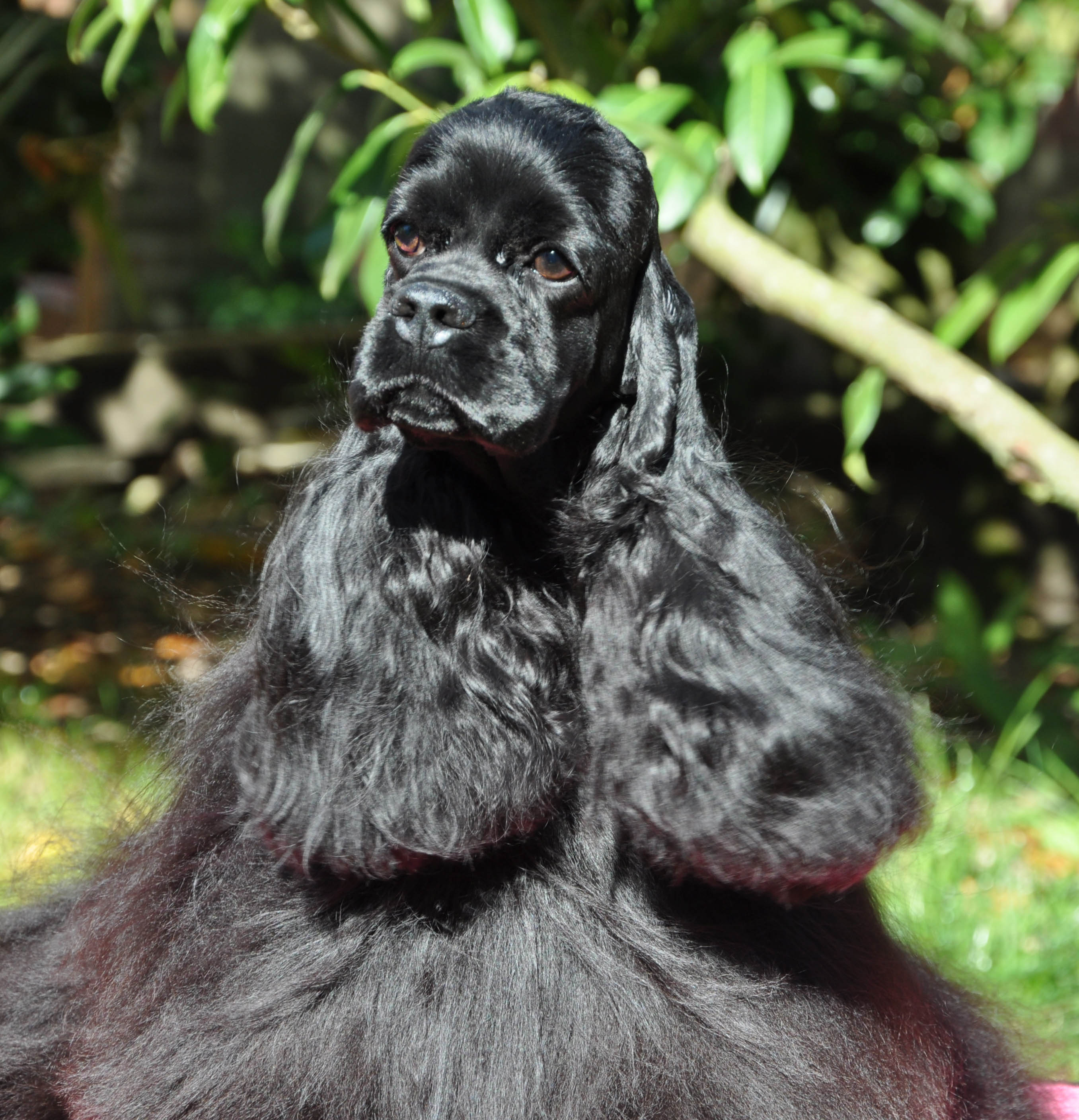
Tête de femelle Cocker Américain noir.

À l'origine, la queue du cocker américain est coupée. Mais avec l'interdiction de la coupe des queues dans plusieurs pays (Suisse, Allemagne, Europe du Nord) et l'interdiction d'importation ou d'exposition de chiens à queue coupée dans certains de ces pays, on trouve de plus en plus de cockers américains avec une queue naturelle.

### Aptitude
- Le cocker spaniel a été reconnu officiellement par l'American Kennel Club en tant que chien leveur de gibier et broussailleur.
- Chien de compagnie.
- Chien d'agility.

## Histoire
En 1878, l'American Kennel Club reconnait officiellement le Cocker Spaniel.

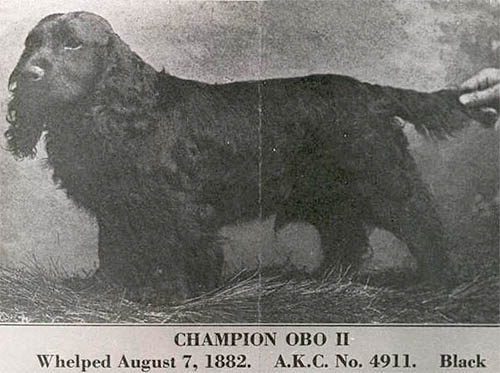
Ch. Obo II, considéré comme le père de la lignée des Cockers Américains.

En 1881, la cocker Chloé II est importée aux États-Unis, gestante d'Obo. Elle met au monde quelques semaines plus tard deux chiots : Miss Obo II et Obo II. Cette lignée devient la base du cocker américain et se distingue peu à peu de son cousin anglais. Ayant peu à peu constaté que cet hypertype avait totalement distingué les cockers des États-Unis des autres sujets, il a été décidé de scinder le cocker en deux races, l'anglais (type d'origine) et l'américain (hypertypé) pour ne porter aucun préjudice à l'ancien type.
Il devient très apprécié des foyers américains, jusqu'à devenir une « star » dans le dessin animé La Belle et le Clochard des studios Disney.
Sa popularité aux États-Unis est actuellement[Quand ?] moins forte qu'auparavant, distancée par les retrievers.
C'est en 1956, que les cockers américains feront leur premier retour en France. En 1958, les premiers reproducteurs arrivèrent. Ils durent faire leur place aux côtés du cocker anglais, très implanté dans les mœurs européennes.
En 2002 : 767 chiots nés avec pedigree en France et une petite vingtaine en Suisse. Contre 4 481 cockers anglais pour la France et environ 200 en Suisse.
En 2015 : 410 chiots nés avec inscription au LOF, et 131 confirmations. (5 085 cockers anglais et 1 011 confirmations).

## Caractère
Comme son cousin le cocker spaniel anglais, le cocker américain est très joueur, malin et affectueux mais peut faire aussi preuve de beaucoup de caractère.[réf. nécessaire]. Il est très attaché à son maître

## Soins particuliers
La sélection des américains sur la fourrure de la race a donné un chien dont la robe doit être toilettée. Ce toilettage est indispensable, ainsi qu'un brossage très régulier, pour éviter tout problème. En effet des cockers américains finissent chez le vétérinaire pour être totalement rasés tant la fourrure s'est emmêlée par manque d'entretien.
Comme le cocker anglais, le conduit auditif du cocker américain doit être fréquemment nettoyé et l'intérieur de l'oreille rasé pour éviter la macération et les otites.
De plus, les yeux du cocker sont fragiles. Un nettoyage journalier de ces derniers évitera des infections graves de leur canal lacrymal pouvant conduire à leur ablation.

## Cockers Américains célèbres
Le cocker américain a été immortalisé par Walt Disney dans La Belle et le Clochard. Lucky dans la série télévisée Américaine Mariés, deux enfants est aussi un cocker américain.

## Sources
- American Cocker Spaniel France, association pour promouvoir la race en lien avec l'American Spaniel Club.
- Spaniel Club Français, club de la race affilié à la Société centrale canine.
- Standard de la race.
- Page de l'American Kennel Club sur la race.
- Page de l'American Spaniel Club.
- Centrale Canine Magazine no 180 - mars/avril 2016.